# V Fabric
V Fabric (2006) je hudební album obsahující záznam živého koncertu z ostravského klubu Fabric skupiny Vypsaná fiXa z 9. února 2006.

## Seznam skladeb
1. Drogový večírek
2. Stereoid
3. Čistírna peří
4. Samurajské meče
5. Lunapark
6. Lorenová
7. Mažoretka
8. Letadlo
9. Francouzska zpívá šanson
10. Palenie titonia
11. James
12. Otužilci
13. Nina
14. Domácí motokrosař
15. 1982
16. Štěstí Jima Dixona
17. San Piego
18. Iluze
19. Východoněmecká kapela
20. Krasojízda